# Poręba (gromada)
Poręba – dawna gromada, czyli najmniejsza jednostka podziału terytorialnego Polskiej Rzeczypospolitej Ludowej w latach 1954–1972.
Gromady, z gromadzkimi radami narodowymi (GRN) jako organami władzy najniższego stopnia na wsi, funkcjonowały od reformy reorganizującej administrację wiejską przeprowadzonej jesienią 1954 do momentu ich zniesienia z dniem 1 stycznia 1973, tym samym wypierając organizację gminną w latach 1954–1972.
Gromadę Poręba z siedzibą GRN w Porębie utworzono – jako jedną z 8759 gromad na obszarze Polski – w powiecie pszczyńskim w woj. stalinogrodzkim, na mocy uchwały nr 21/54 WRN w Stalinogrodzie z dnia 5 października 1954. W skład jednostki wszedł obszar dotychczasowej gromady Poręba ze zniesionej gminy Pszczyna oraz obszar dotychczasowej gromady Brzeźce ze zniesionej gminy Wisła Wielka, a także kolonia Pazurowice z dotychczasowej gromady Kobielice (obejmująca niektóre parcele z karty 5 obrębów Kobielice i Kryry) ze zniesionej gminy Suszec, w tymże powiecie. Dla gromady ustalono 15 członków gromadzkiej rady narodowej.
20 grudnia 1956 województwo stalinogrodzkie przemianowano (z powrotem) na katowickie.
31 grudnia 1961 gromadę zniesiono, a jej obszar włączono do gromad Kobielice (wieś Poręba) i Mizerów (wieś Brzeźce) w tymże powiecie.